# Ангарская нефтехимическая компания
АО «Ангарская нефтехимическая компания» (АО «АНХК») — российская компания, крупнейшее предприятие в Восточной Сибири по переработке и выпуску нефтепродуктов. По основным показателям нефтепереработки АНХК входит в десятку лучших предприятий нефтеперерабатывающей отрасли. Мощность предприятия — 10,2 млн тонн нефти в год.
Предприятие основано в 1945 году. Находится в городе Ангарске. 
Сегодня компания выпускает свыше 240 видов продукции. Продукция реализуется в 41 регион РФ и ряд зарубежных странах.
С 2001 по 2007 год ОАО «АНХК» работало в структуре вертикально-интегрированной нефтяной компании ЮКОС. После объявления банкротства ЮКОСа в мае 2007 года Ангарская нефтехимическая компания вошла в состав государственной нефтяной компании «Роснефть».
Вся продукция компании соответствует требованиям нормативной и технической документации, действующих технических регламентов. Её качество не раз подтверждалось наградами в различных конкурсах. Более ста наименований продукции АО «АНХК» отмечены золотыми и серебряными логотипами Всероссийского конкурса «100 лучших товаров России». Кроме того, предприятие удостоено специальных призов конкурса: «Лидер качества», «За успехи в импортозамещении», «Инновация», «Гордость Отечества».

## Продукция
Производимая продукция: автомобильный бензин, дизельное топливо, авиационное топливо, нефтяной кокс, нефтебитум, топочный мазут, автомобильные масла, масла компрессорные, масло трансформаторное, индустриальные масла, серная кислота, сжиженные углеводородные газы (СУГ), кислород медицинский, жидкий азот, ацетилен, углекислый газ, бутиловые спирты, метиловый спирт (метанол), амины.

## История компании
В конце 1940-х годов на территории между Усольем-Сибирским и Иркутском у устья реки Китой было решено построить предприятие «Комбинат-16». Такое название получил тогда нынешний АНХК. Постановление правительства о создании комбината искусственного жидкого топлива было принято в сентябре 1945 года.  Технический проект строительства комбината был подписан Лаврентием Берией в 1947 году. Доставка оборудования осуществлялась по Транссибирской магистрали.
1953—1954 гг. — ввод объектов первой очереди: печей полукоксования и объектов переработки жидких продуктов полукоксования, получение первой продукции — метанола. В 1957 году Министерством нефтехимической промышленности принято решение о перепрофилировании комбината на топливно-химическое направление с переработкой нефти при одновременном сохранении переработки угля как сырья для получения водорода и синтез-газа. Начало строительства нефтеперерабатывающего завода.
1960—1985 гг. — строительство и ввод мощностей первичной переработки нефти, вторичных процессов — установок каталитического крекинга, каталитического риформинга, гидроочистки дизельного топлива, установки замедленного коксования, производства для получения нефтяных масел различного назначения, и нефтехимии — бутиловых спиртов, диметилтерефталата, фталевого ангидрида, полистирола.
В 1974 году вводится в строй производство стирола, в 1976 — комплекс производства этилен-пропилен-60, в 1977 — производство этилбензола, в 1978 — производство по выпуску полиэтилена высокого давления. В 1982 году введён в эксплуатацию комплекс производства этилен-пропилен-300 и бензола, что позволило увеличить выпуск полиэтилена и по трубопроводу начать подачу этилена на Зиминский химический комбинат (сейчас ОАО «Саянскхимпласт») для производства поливинилхлорида. Завод отказывается от ввоза бензола со стороны и полностью переходит на самостоятельный выпуск этилбензола и стирола. В 1985 году впервые в стране освоено производство дициклопентадиена на основе нефтехимического сырья. В 1987 году вводится в эксплуатацию установка по производству пара высокого давления «Энергоблок».
После распада Советского Союза предприятие уменьшило свою мощность, и для него начался сложный период. С конца 1990-х годов контрольный пакет акций АНХК (38 %, что составляло 50,67 % голосующих акций) принадлежал СИДАНКО. В 1999 году контрольный пакет акций АНХК приобрела группа компаний РИНКО.
С 2001 по 2007 год ОАО «АНХК» работало в структуре вертикально-интегрированной нефтяной компании ЮКОС. В эти годы были реализованы инвестиционные проекты, направленные на экологическую безопасность производства, достижение качества продукции в соответствии с современными международными стандартами, которые вводятся и в России. После объявления банкротства ЮКОСа в мае 2007 года Ангарская нефтехимическая компания вошла в состав государственной нефтяной компании «Роснефть».
С 2007 года в компании производится масштабная модернизация производственных мощностей для соответствия продукции стандартам качества Евро-4 и Евро-5. В 2010 году на нефтеперерабатывающем заводе введён в эксплуатацию комплекс изомеризации нафты, что позволило увеличить производство автомобильного бензина с улучшенными эксплуатационными характеристиками. В 2012 году — станция смешения бензинов, в результате освоен выпуск бензинов стандарта Евро-4, Евро-5.
В 2013 году осуществлён переход на выпуск дизельного топлива стандарта Евро-4, Евро-5. Продукция реализуется на внутреннем рынке и экспортируется за рубеж.
В декабре 2015 года Ангарская нефтехимическая компания запустила новую установку по производству метил-трет-бутилового эфира (МТБЭ), что позволило перейти на выпуск для российского рынка моторного топлива высшего экологического стандарта «Евро-5».
В 2016 году введена в эксплуатацию установка по производству МТБЭ.
В 2018 году предприятие переработало 700-миллионную тонну нефти.
В 2020 году АНХК отмечает 75-летие со дня образования.

## Состав
- Нефтеперерабатывающее производство
- Производство нефтехимии
- Производство масел

## Награды
- Ордена Трудового Красного Знамени (1966 год)
- Ордена Ленина (1976 год)